# Épineuil-le-Fleuriel

Épineuil-le-Fleuriel este o comună în departamentul Cher, Franța. În 1 ianuarie 2022 avea o populație de 447 de locuitori.